# Alexandre Chorin

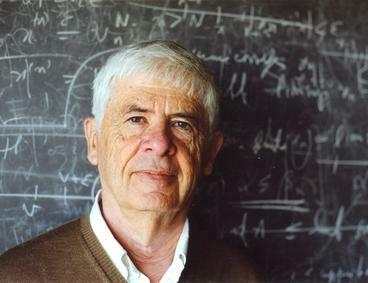
Alexandre Chorin

Alexandre Joel Chorin (* 25. Juni 1938 in Warschau) ist ein US-amerikanischer Mathematiker, der sich mit numerischer Strömungsmechanik beschäftigt, insbesondere der Lösung der inkompressiblen Navier-Stokes-Gleichungen.
Chorin erhielt 1961 einen Abschluss als Diplomingenieur an der École polytechnique fédérale de Lausanne. Er machte 1964 seinen Master-Abschluss und promovierte 1966 bei Peter Lax an der New York University (Numerical Study of Thermal Convection in a Fluid Layer Heated from Below). Er war ab 1966 am Courant Institute of Mathematical Sciences of New York University, wo er 1969 Assistant Professor und danach Associate Professor wurde. Er erhielt 1974 eine volle Professor an der University of California, Berkeley, nachdem er dort schon 1971/72 Gastprofessor (Miller Research Professor) war und danach Associate Professor. 1986 bis 1995 stand er dort der Mathematik-Fakultät vor und seit 1995 war er Direktor des Center for Pure and Applied Mathematics. Er war Gastprofessor am Institute for Advanced Study (1991/92) und der Harvard University. Seit 1989 war er auch Professor an der Universität Tel Aviv.
Chorin entwickelte verschiedene Methoden zur numerischen Behandlung der inkompressiblen Navier-Stokes-Gleichungen in der Hydrodynamik. 1967 entwickelte er (wie unabhängig auch Roger Temam 1968) die Projektionsmethode, die auf der Zerlegung des Geschwindigkeitsfeldes in einen Divergenzfreien (Solenoidalen) und einen Rotationsfreien Anteil (durch den Gradienten einer skalaren Funktion gegeben) beruht. Im ersten Schritt wird eine Zwischenlösung für die Strömungsgeschwindigkeit u aus der diskretisierten Navier-Stokes-Gleichung ohne Druck-Gradienten-Term gebildet. Im zweiten Schritt wird der Druckgradient berücksichtigt, wobei auf den divergenzfreien Anteil von u projiziert wird.
Weiter entwickelte er das Verfahren der künstlichen Kompressibilität und die Vortex Method in der numerischen Hydrodynamik. Er beschäftigt sich auch mit der Theorie der Turbulenz (zum Beispiel Skalierungsgesetze), Modellen der statistischen Mechanik (wie dem Kosterlitz-Thouless-Modell) und mit Stochastik.
2000 erhielt er den Norbert-Wiener-Preis. Außerdem erhielt er den University of California Professoral Award, der es ihm ermöglicht auf jedem der unterschiedlichen Campus zu forschen und zu lehren. 1986 war er Invited Speaker auf dem ICM in Berkeley (Vortex methods and turbulence theory). Er ist Mitglied der National Academy of Sciences und der American Academy of Arts and Sciences. Er ist Fellow der American Mathematical Society. 2014 wurde er durch den US-Präsidenten Barack Obama mit der National Medal of Science geehrt.
1972 bis 1974 war er Sloan Research Fellow und 1987/88 Guggenheim Fellow.
Zu seinen Doktoranden zählen James Sethian und Charles S. Peskin.

## Schriften
- mit Ole H. Hald: Stochastic Tools in Mathematics and Science (= Surveys and Tutorials in the Applied Mathematical Sciences. 1). Springer, New York NY 2006, ISBN 0-387-28080-4 (3. Auflage. (= Texts in Applied Mathematics. 58). Springer, New York NY u. a. 2013, ISBN 978-1-4614-6979-7).
- Vorticity and Turbulence (= Applied Mathematical Sciences. 103). Springer, New York NY u. a. 1994, ISBN 0-387-94197-5.
- Computational fluid mechanics. Selected Papers. Academic Press, Boston MA u. a. 1989, ISBN 0-12-174070-6.
- Mit Jerrold E. Marsden: A mathematical introduction to fluid mechanics. Springer, New York NY u. a. 1979, ISBN 0-387-90406-9. (3. Auflage, korrigierter 4. Druck. (= Texts in Applied Mathematics. 4). ebenda 2000, ISBN 0-387-97918-2).
- Numerical methods in statistical hydrodynamics (= Séminaire de Mathématiques Supérieures. 50). Presses de l’Université de Montréal, Montréal 1977, ISBN 0-8405-0351-2.
- Lectures on Turbulence theory (= Mathematics Lecture Series. 5). Publish or Perish, Boston MA 1975, ISBN 0-914098-14-1.